# Els morts del llac Constança: El calvari
Els morts del llac Constança: El calvari o Mort al llac: La ruta del turment (títol original en alemany, Die Toten vom Bodensee – Der Stumpengang) és un telefilm germanoaustríac d'ORF i ZDF del 2019, dirigit per Michael Schneider. És la vuitena entrega de la sèrie de ficció criminal Els morts del llac Constança. La primera emissió va tenir lloc el 3 de gener de 2019 a ORF 2. La pel·lícula es va estrenar a ZDF el 4 de febrer. S'ha doblat al català central per a TV3 amb el títol d'Els morts del llac Constança: El calvari, i al valencià per a À Punt amb el nom de Mort al llac: La ruta del turment.